# Квітуча Україна
«Квітуча Україна» (рос. «Цветущая Украина»)  — документальний фільм 1950 року створений на студії «Укркінохроніка» режисером Михайлом Слуцьким за участі Анатолія Слісаренка.

### Сюжет
Кінохроніка розповідає про розвиток народного господарства, науки, культури України. Показано працю шахтарів, металургів, трудівників сільського господарства. Засідання сьомої сесії Верховної Ради УРСР.
Види міст Києва, Дніпропетровська, Запоріжжя, Кадіївки, Львова, Одеси, Сталіно, Ужгорода, Харкова. Сільськогосподарські виставки. Демонстрація трудящих Києва в день святкування 33-ї річниці Жовтневої революції.
Серед учасників подій О. Є. Корнійчук, Д. С. Коротченко, К. С. Полтавська, П. М. Ангеліна, М. О. Озерний, О. В. Палладін, Т. Н. Яблонська, М. І. Хмелько, М. Д. Микитей та ін.
Використано документальні кінокадри зруйнованих промислових підприємств Донбасу періоду Великої Вітчизняної війни.

### Нагороди
Фільм брав участь від Радянського Союзу в Офіційному конкурс короткометражних фільмів 4-го Каннського фестивалю та разом з ще чотирма стрічками отримав «Спеціальний приз журі за короткометражний фільм».